# Perseveranzeffekt
Der Perseveranzeffekt (von engl. perseverance, dt. Beharrlichkeit, Ausdauer, Durchhaltevermögen)  beschreibt das sozialpsychologische Phänomen, dass ursprüngliche erste Eindrücke über ein Ereignis oder eine Person den Beobachter nachhaltig prägen bzw. beeinflussen und später hinzukommende Informationen nur mit Mühe die entwickelte Meinung verändern. Als Ursache gelten so genannte Schemata, Inhalte des impliziten Gedächtnisses, die sich durch bloße Informationen nicht ohne weiteres ändern lassen. Ähnliche Erklärungsversuche liefert die Implizite Persönlichkeitstheorie.
Im Marketing kann dieser Effekt unter anderem Auswirkung auf die Kaufentscheidung von Konsumenten haben.
Das Perseveranz-Paradigma ist ein auf dem Perseveranzeffekt beruhendes Forschungsdesign, bei dem Probanden sich eine Meinung zu einer gewissen Situation bilden sollen und kurz vor Ende der Testzeit über die Nichtigkeit einiger der gegebenen Informationen informiert werden. Der Test zeigt, dass die Testpersonen erhebliche Schwierigkeiten haben, sich von der einmal getroffenen Meinung wieder zu lösen.